# Болдырева, Милена Романовна
Милена Романовна Болдырева (15 марта 2003, Новороссийск, Краснодарский край) — российская футболистка, нападающая клуба «Краснодар».

## Биография
Воспитанница спортивного клуба «Победа» (Новороссийск), тренер — Александр Сергеевич Гигая. В составе сборной Красноярского края в 2019 году стала чемпионкой и лучшим бомбардиром первенства России среди 19-летних. Позднее перешла в ЖФК «Краснодар». В 2020 году в составе «Краснодара-2» стала победительницей первой лиги России.
В основной команде «Краснодара» дебютировала 16 августа 2020 года в матче высшего дивизиона против клуба «Звезда-2005», заменив на 88-й минуте Ангелину Лазутову. Первый гол забила в своей третьей игре, 26 августа 2020 года в ворота «Чертаново». Всего в первом сезоне сыграла 5 матчей и забила один гол в высшей лиге.
В начале 2021 года впервые была вызвана в молодёжную сборную России (до 19 лет). В дебютном матче 20 февраля 2021 года отличилась «дублем» в ворота ровесниц из Болгарии (4:1). В 2022—2023 годах провела три неофициальных матча за основную женскую сборную России.